# 李傑 (成化進士)
李傑（1443年—1517年），字世賢，號石城雪樵，直隸蘇州府常熟縣人，明朝政治人物。成化丙戌進士，正德初年官至禮部尚書。

## 生平
應天府鄉試第一百四名。成化二年（1466年）進士。选翰林院庶吉士，授編修，陞侍講。成化二十二年（1486年），充東宮講讀官。
弘治初，以曾爲東宮僚屬，恩陞左春坊左庶子兼侍讀學士，歷南京國子監祭酒。弘治十三年，陞南京禮部右侍郎。弘治十五年，改禮部右侍郎，轉左侍郎。
正德元年（1506年），充《孝宗實錄》副總裁。不久，陞任南京吏部尚書。正德二年，改禮部尚書，因忤劉瑾去職，卒年七十五，謚文安。

## 家族
曾祖父李居仁。祖父李公濟。父亲李希潤。

## 參看
- 明朝七卿年表